# سمكة حاضن الفم الأردنية
سمكة حاضن الفم الأردنية (الاسم العلمي: flaviijosephi Astatotilapia) هو نوع مهدد من أسماك المياه العذبة، وينتمي لأسرة الاسماك البلطية. يتواجد هذا السمك في نظام نهر الأردن المركزي، بما في ذلك بحيرة طبريا، في فلسطين والأردن وسوريا، مما يجعله النوع الوحيد من اسماك ال Haplochromine التي تتواجد بشكل طبيعي خارج إفريقيا. هذا النوع صغير الحجم جدًا بحيث انه لا يشكل أي اهمية كبيرة في مجال صيد الأسماك، وذلك على عكس الأنواع الأخرى من الاسماك البلطية؛ الأصلية التواجد في بلاد الشام، والتي تعتبر ذات قيمة مهمة اقتصاديًا (بلطي ازرق ،بلطي نيلي، بلطي الجليل الابيض، بلطي زيلي و بلطي قصير الفك).
يشير الاسم المحدد (العلمي) لهذه الاسماك - flaviijosephi - إلى المؤرخ تيتوس فلافيوس جوزيفوس (37 - 100 م).

## الموئل وحالة الحفظ
الموائل الطبيعية لـسمكة حاضن الفم الأردنية هي الجداول والينابيع والقنوات والمسابح والمياه الضحلة في البحيرات، خاصة في المناطق التي يتواجد بها الاحجار أو النباتات المائية. تنعزل المجموعات الفرعية المختلفة من هذه الاسماك عن بعضها البعض، حيث يكون بعضها مستوطن في البحيرات والبعض الآخر مستوطن بشكل أساسي في الانهر. تختلف درجة حرارة الماء في مدى نطاق تواجدها بشكل كبير مع مرور الفصل، على الأقل من 14–28.5 °م (57.2–83.3 °ف)، لكن دراسات الأحياء المائية أظهرت أن اسماك حاضن الفم الأردني تكون غير نشطة بشكل كامل تقريبًا في المجال الأدنى من درجات الحرارة هذه.
اسماك حاضن الفم الأردنية مهددة بفقدان السوائل بسبب الجفاف واستخراج المياه والتلوث. وقد تتعرض هذه الاسماك للتهديد أيضًا من قبل الأنواع التي قدمت واستوطنت المنطقة، على الرغم من أن هذه الانواع المستقدمة لا يبدو أنها أثرت على مجموعات الاسماك من الحاضن الفم الأردني الذي يعيش في بحيرة طبريا.

## المظهر
السمك الحاضن الأردني هو أصغر أنواع الاسماك البلطية المتواجدة في موطنه. يصل الطول الكلي لهذا السمك إلى حوالي 12.8 سـم (5 بوصة)، ولكن معظم الاسماك البالغة يبلغ طولها حوالي 5–8 سـم (2–3 بوصة). الذكور تنمو إلى حجم أكبر من حجم الإناث.
مثل العديد من أنواع الاسماك البلطية، يختلف نمط لونه حسب الجنس والعمر والمزاج. يمكن أن تحدث بعض التغييرات في الألوان بسرعة كبيرة. النمط العام للونه هو ضرب من اللون الذي ما بين الفضي-الرمادي والفضي-الحنطي الاسمر (نوع من اللون البني) مع وجود خط عامودي داكن أو شاحب اللون تحت العين. يتواجد على الذكور بعض «البقع البيضوية» على الزعنفة الشرجية ولون هذه البقع هو اصفر وحجمها هو كبير نسبياً، تتواجد أيضا القليل من الخطوط المقطعة بنقاط على طول جانب الجسم ولونها هو برتقالي. عندما تشعر هذه الاسماك بالخوف، يظهر على جسدها حوالي عشرة أشرطة عامودية ذات لون رمادي داكن وعند التكاثر يظهر شريطين أفقيين. نمط الشريطين الذي تم ذكره يظهر بشكل أقوى عندما تقوم الذكور بالمغازلة عندها تصبح معظم العلامات والألوان أكثر كثافة وتناقضًا؛ يكون لون الأجزاء السفلية ازرق-داكن ويكون لون الذقن أزرق ساطع. الإناث الوالدة تظهر أيضًا انماط متباينة بشكل أكثر من النمط الذي يتواجد عليها خلال موسم التكاثر العادي، ولكن يكون بروز هذه الانماط أقل كثافة من الذكور المغازلة.

## السلوك

### التكاثر
تتكاثر هذه الاسماك في فصلي الربيع والصيف، ويمكن للإناث أن تضع مجموعة بيوض أكثر من مرة في نفس الموسم. تبدأ الإناث بالتكاثر عندما يصل طولها إلى حوالي 4 سـم (1.6 بوصة) والذكور تبدأ بالتكاثر عند وصول طولها إلى حوالي 5 سـم (2.0 بوصة). تعتبر الذكور خلال موسم التكاثر حيوان مناطقي وسوف تقدم عل قتل الذكور البالغة إذا كانت هذه الذكور غير قادرة على الهرب، يمكن ان يحدث هذا مثلا إذا كانت هذه الاسماك تحتفظ في حوض ماء الذي يعتبر حجمه صغير جدا. مثل غيره من اسماك ال Haplochromine، هذا السمك هو حاضن فموي. تضع الأنثى البيض ويخصبها الذكر في حفرة صغيرة التي يحفرها الذكر بنفسه في القاع (أي وضع أو ترتيب اخر يسبب في عدم مشاركة الذكر في رعاية البيض). بعد فترة وجيزة من ذلك تلتقطها الأنثى، والتي تقوم بحضنها في فمها. يتم إطلاق سراح الصغار بعد حوالي مدة أسبوعين ونصف إلى خمسة أسابيع؛ عندما يصل طولها إلى حوالي 0.8–1.4 سـم (0.31–0.55 بوصة). وقت الحضانة يعتمد على درجة حرارة الماء؛ يستغرق حوالي ضعف الوقت في درجة حرارة 20 °م (68 °ف) مقارنة بـدرجة حرارة 27.5 °م (82 °ف). في بعض الأحيان يُسمح للصغار بالعودة إلى الأنثى من اجل الحماية والامان عن طريق العيش في فمها لبضعة أيام بعد ان تم إطلاق سراحها سابقا.

### تغذية
هذا النوع من الاسماك البلطية يفترس ويتغذى بشكل عام على اللافقاريات الصغيرة، ومن الممكن ان يتغذى على صغار ألاسماك الأخرى، أو أي أسماك صغيرة تصل إلى حوالي نصف حجمه، ويتغذى أيضا على النباتات المائية. تتغذى الذكور البالغة من هذه الاسماك في معظم الأحيان على حلزونات المياه العذبة، بينما تتغذى الإناث في الغالب على الحشرات ويرقاتها (الهاموشيات بشكل خاص) والديدان ومزدوجات الارجل. ينعكس هذا الاختلاف في النظام الغذائي بين الجنسين؛ الذكر والانثى، في الاختلاف بين اسنانهما.